# Torben Joneleit
Torben Joneleit (* 17. Mai 1987 in Monaco) ist ein ehemaliger deutscher Fußballspieler, der vor allem auf der Position des Innenverteidigers eingesetzt wurde.

## Karriere
Joneleit begann seine Karriere beim AS Monaco. Für die Saison 2007/08 wurde er an Hibernian Edinburgh ausgeliehen und kehrte im Januar 2008 zum AS Monaco zurück. Im Januar 2009 wurde er bis Saisonende an den belgischen Erstdivisionär RSC Charleroi ausgeliehen. Charleroi besaß darüber hinaus eine Kaufoption. Diese wurde aber nicht genutzt, sodass er zum KRC Genk wechselte. Mit Genk gewann er 2011 die belgische Meisterschaft. Nach einem Kreuzbandriss im Sommer 2011 verpasste er in der Champions-League-Saison 2011/2012 die Duelle gegen Bayer 04 Leverkusen. Nach andauernden gesundheitlichen Problemen verkündete Joneleit im März 2014 sein Karriereende.
Sein Debüt in der deutschen U20-Nationalmannschaft gab er am 14. November 2006 gegen Österreich.

## Titel
- Belgischer Meister: 2011
- Belgischer Supercup-Sieger: 2011